# John Duncan
John Duncan, amerikansk performance- och ljudkonstnär. 
I Sverige är John Duncan kanske mest omskriven för sitt performanceverk Blind Date (1980) i vilket han har spelat in ljuden av ett samlag med ett kvinnligt lik, samt dokumenterat den vasektomioperation han genomgår kort efter den nekrofila akten.
Duncan förklarar det som en reningsprocess för att avsluta hans egen barndomstid som offer. Han ville så sitt sista frö i en död kropp och därefter inte kunna så mer, för att därmed sätta stopp för det faktum att många offer själva blir förövare. 
Duncan kritiserades hårt för detta verk under sitt sverigebesök 2002
John Duncan jobbar främst som ljudkonstnär med en fascination för lager, och har uppträtt världen över med sina suggestiva ljudvärldar.